# Robert Guiscard
Robert Guiscard, fra Latin Viscardus og gammelt fransk Viscart, ofte omtalt som den snarrådige, den snedige eller ræven, (c. 1025, død 17. juli 1085) var en normannisk ridder og eventyrer, der spillede en afgørende rolle i den normanniske erobring af Syditalien. Han efterfulgte sin bror Humfred som greve af Apulien og Calabrien i 1057 og fik i 1059 den endnu finere titel som hertug af Apulien, Calabrien og Sicilien.

## Baggrund
I årene mellem 1017 og 1030 kom en lang række normanner til Syditalien, lokket af løfter om gode penge til gengæld for tjeneste som lejetropper for både de lombardiske og byzantinske fyrster, og for de lombarder, der gjorde oprør mod byzantinernes styre. I 1030 fik Rainulf Drengot som den første sit eget grevskab i området, og det satte yderligere gang i tilstrømningen.
I 1035 ankom ridderne Vilhelm Jernarm og Drogo, sønner af Tancred af Hauteville, som de første medlemmer af Hauteville-slægten til Italien. Efter en periode som lejesoldater for byzantinerne, skiftede de side i 1042 og gik med i et lombardisk oprør mod dem. Lombarderne gav op i 1042, men normannerne kæmpede videre på egen hånd for at skaffe sig land i Apulien, og i 1042 valgte de Vilhelm Jernarm som greve af Apulien og Calabrien, skønt de kun kontrollerede en lille del af området. Vilhelm døde i 1046 og blev afløst af Drogo. Valget af Drogo var på ingen måde énstemmigt, og det satte nogle skel blandt de normanniske stormænd, der kom til at påvirke deres interne relationer de næste 40 år. Da Drogo blev myrdet i 1051 – formentlig på bestilling af den byzantinske guvernør – gik grevetitlen til Humfred af Hauteville, der var kommet til Syditalien i 1044.

## De unge år
Robert Guiscard var Tancred af Hautevilles sjette søn, og han var den ældste søn i Tancreds ægteskab med Fredesenda. Den byzantinske kejserdatter og historiker Anna Komnena, var kun to år, da Robert døde, men har alligevel beskrevet ham indgående. Annas skildring handler mest om faderens regeringstid, og blandt andet om hans kampe mod normannerne. Om Robert Guiscard skriver hun, at han forlod Normandiet, kun fulgt af fem riddere til hest og 30 følgesvende til fods. Da han kom til de lombardiske områder i 1047, blev han leder af en omstrejfende røverbande. Anna Komnena har også videregivet en fysisk beskrivelse af Guiscard:
| Citat | Denne Robert var normanner af afstamning, af lavadelig slægt, tyrannisk af temperament, snedig i tanken, modig i kamp, klog i sine angreb på stormænds rigdom og udkomme, stædig i sine bestræbelser, for han tillod ikke nogen forhindring i fuldbyrdelsen af sine ønsker. Af statur så høj, at han overgik selv de højeste. Han havde rødmosset ansigtsfarve, lyst hår, brede skuldre, hans øjne så næsten ud til at slå gnister, og hans krop var velbygget ... denne mands råb siges at have skræmt tusindvis på flugt. Således lykkeligt udstyret med fysik og karakter var han ukuelig af natur og lå ikke under for nogen i verden. | Citat |
|       | |       |

Jordbesiddelserne hang ikke på træerne i Apulien på den tid, og den omstrejfende Guiscard skulle ikke regne med noget fra Drogo, den regerende greve, for han havde lige forsynet sin bror Humfred med grevskabet Lavello, og var ikke til sinds at uddele mere. Guiscard gik derfor i 1048 i tjeneste hos den lombardiske fyrste Pandulf 4. af Capua, der var i gang med en af sine endeløse krige mod fyrst Guaimar 4. af Salerno. Det følgende år forlod Robert dog Pandulf, i følge Amatus of Montecassino fordi Pandulf brød et løfte om en borg og ægteskab med sin datter. Guiscard opsøgte sin halvbror Drogo og bad om at få et område som len. Drogo, som lige havde afsluttet en kampagne i Calabrien, gav Guiscard kommandoen over borgen i Scribla. Calabrien var på den tid et fattigt område, hvor store strækninger enten var plaget af erosion eller fyldt med tætte skove. De tidligere rige kystområder var plaget af malaria og angreb fra arabiske pirater, så de var næsten affolkede. Robert havde svært ved at holde sig selv og sine mænd ved kost, så han måtte i stor stil ty til almindelig røvervirksomhed i området. Efter at have slået en byzantinsk styrke blev han i stand til at flytte til San Marco Argentano, hvor han byggede områdets første normanniske borg, på kanten af Crati-dalen, der var et af de få frugtbare områder i Calabrien. Mens han var i Calabrien, fik Robert besøg af normanneren Girard af Buonalbergo, der var blevet rig på at erobre land fra fyrsten af Benevento. Det endte med, at Robert fik Girards datter Alberada til hustru, og i stedet for en egentlig medgift lånte Girard ham 200 gode normanniske riddere, der hurtigt kom til at gøre nytte i plyndringen af Calabrien.
Det varede ikke længe før Guiscard blev en virkelig berømthed. Pave Leo 9. var rasende over normannernes hærgen i de pavestatens område, og han allierede sig med byzantinerne, mens normannernes normale allierede, den lombardiske fyrste af Salerno, holdt sig neutral, og andre lombardere sluttede sig til paven. Men pavens hær blev slået i 1053 i slaget ved Civitate af en forenet normannisk hær under grev Humfred. Slaget begyndte med, at Richard af Aversa jog lombarderne på pavehærens venstre fløj på flugt, hvorimod Humfred, der kommanderede i centrum, havde store problemer med pavens svabiske lejetropper. Guiscard var hastet hele vejen fra Calabrien og ledede venstre fløj. Da han så sin halvbrors problemer, mønstrede han sin svigerfars riddere og kastede sig sammen med dem ind i slaget. Han høstede stor ære af sin indsats, og historikeren Vilhelm af Apulien fortæller, at han tre gange måtte kæmpe til fods, fordi hans hest blev slået ned under ham.
Da grev Humfred blev syg og lå for døden i 1057, tilkaldte han Robert og bad ham være formynder for sine mindreårige sønner, der var udset til at arve riget. Men Robert nøjedes ikke med at være formynder, han overtog selv titlen som greve af Apulien, og tilsidesatte dermed også sin ældre halvbror Geoffrey af Hauteville. Sejren ved Civitate betød, at der blev mulighed for at erobre nyt land, dels i Apulien og Calabrien, og dels i de lombardiske områder, hvor Richard af Aversa erobrede fyrstedømmet Capua i 1058.

## Regeringstid
Snart efter sin magtovertagelse lod Guiscard sig skille fra hustruen Alberada med henvisning til, at de efter kirkens regler var for nært beslægtede. I 1060 giftede han sig med Sichelgaita, søster til Gisulf 2. af Salerno, der havde efterfulgt normannernes gamle allierede Guaimar. Til gengæld for søsterens hånd forlangte Gisulf, at Guiscard skulle ødelægge to borge, som broderen Vilhelm, greve af Principatet, havde opført tæt på Gisulf's territorie.
Pavedømmet var på kollisionskurs mod det tysk-romerske kejserdømme på grund af investiturstriden (om retten til at udnævne bisper m.fl.), og valgte at anerkende normannernes titler og erobringer, for at få dem som allierede. Derfor blev der afhold en synode i Melfi i 1059, og den 23. august 1059 indsatte pave Nikolaus 2. officielt Guiscard som hertug Apulia, Calabrien og Sicilien, mens Richard of Aversa blev anerkendt som fyrste af Capua. Guiscard, der nu kunne omtale sig selv som "ved Guds og St. Peters nåde hertug af Apulien og Calabrien og, hvis én af dem står mig bi, den fremtidige hersker over Sicilien", lovede at give en årlig afgift til pavedømmet og at støtte dets sag. I løbet af de næste 20 år gennemførte han en række erobringer, der blandt andet gjorde Sicilien til en del af hertugdømmet.

### Undertvingelsen af Calabrien
Før mødet i Melfi begyndte i juni, stod Guiscard i spidsen for en hær i Calabrien, i det første egentlige erobringsforsøg af denne byzantinske provins siden Vilhelm Jernarms ekspedition sammen med Guaimar af Salerno. Da synoden var slut, vendte han tilbage til Calabrien, hvor hans hær var i gang med at belejre Cariati. Efter Guiscards ankomst overgav Cariati sig, og det samme gjorde Rossano og Gerace før vinteren var forbi. Kun Reggio på Italiens tåspids var endnu på byzantinske hænder, da Guiscard vendte tilbage til Apulien. I Apulien sørgede han for at smide de byzantinske garrisioner ud af Taranto og Brindisi, før han igen vendte tilbage til Calabrien. Her ventede hans yngste bror Roger, der var kommet til Italien omkring 1055, med nye belejringsmaskiner, der skulle bane vejen til Sicilien.
Reggio faldt i 1060 efter en lang og besværlig belejring, og da citadellet på øen Scilla derefter blev erobret, lå vejen til Sicilien åben. Roger førte en lille styrke over strædet til Messina, men den blev uden besvær slået tilbage af byens arabiske garnison. Invasionsstyrkens beskedne omfang skyldtes, at Guiscard var hastet tilbage til Apulien med størsteparten af hæren. Den byzantinske kejser Konstantin 10. havde sendt en hær til provinsen i efteråret 1060, og den hærgede over hele Apulien og generobrede både Taranto, Brindisi og Otranto. Robert led nederlag i første omgang, og i løbet af vinteren kom hans hovedstad Melfi under belejring. De øvrige normanniske stormænd støttede ham i denne situation, og Roger kom også tilbage fra Calabrien med nye tropper, og det lykkedes normannerne at bryde belejringen. Byzantinerne trak sig tilbage til de erobrede byer, og der gik flere år, før Guiscard var stærk nok til at tage dem tilbage.

### Erobringen af Sicilien
Da faren fra byzantinerne var drevet over, gik Robert til angreb på araberne på Sicilien, støttet af Roger. Messina blev erobret uden de store sværdslag i 1061: Roger og hans mænd gik i land syd for byen i løbet af natten og mødte ingen modstand. Den arabiske styrke var rykket nord for byen for at angribe Roberts tropper, når de gik i land, og Roger kunne indtage byen før det gik op for araberne, hvad der var sket. Tiden var gunstig for angreb, for araberne var i indbyrdes strid, og Robert allierede sig med den oprørske emir Ibn at-Timnah, der kunne støtte ham med tropper og informationer. I de følgende år udvidede brødrene gradvist familiens magt på Sicilien, blandt andet ved at bygge nye borge. Arabernes hovedby Palermo og deres stærkeste fæstninger kunne dog ikke overvindes på det tidspunkt.
I 1071 vendte brødrene tilbage til Scilien og indledte en belejring af Palermo. I efteråret 1071 lykkedes det deres flåde at nedkæmpe en arabisk undsætningsflåde, og senere trængte den ind i byens havn og ødelagde den sicilianske flåde, så der ikke mere kunne blive tale om at få forsyninger fra søsiden. Byen var delt i to befæstede halvdele, og i januar 1072 lykkedes det Robert at erobre den ene halvdel, hvorefter resten af byen overgav sig. Roger havde været særdeles aktiv i kampene og som tak gav Robert ham store områder på øen (og ret til at erobre videre) og Roger fik titlen som greve af Sicilien, med Robert som sin lensherre.

### Kampene mod byzantinerne
Lige inden belejringen af Palermo havde Guiscard erobret Bari i april 1071, og dermed var der sat et punktum for byzantinernes magt i Syditalien. Området omkring Salerno var allerede erobret af Guiscard, og i december 1076 indtog han selve byen, og forviste sin svoger, den lombardiske fyrst Gisulf, bror til hustruen Sichelgaita. Normannerne angreb også Benevento, der var kommet under pavedømmet, og det irriterede i høj grad pave Gregor 7. Paven var imidlertid i strid med den tysk-romerske kejser Henrik 4., så han valgte at knytte sig tættere til normannerne. Ved et møde i Ceprano i juni 1080 bekræftede han Guiscards titler og anerkendte også hans erobringer i Abruzzo. Salerno blev dog ikke nævnt.
Guiscards sidste projekt var et angreb på selve det byzantinske kejserrige, og det har sikkert spillet ind, at områderne lige på den anden side af Adriaterhavet i det nuværende Grækenland, ofte blev benyttet som baser af de stormænd, der med jævne mellemrum gjorde oprør mod ham. Som officiel begrundelse benyttede Robert den fornærmelse, der lå i, at hans datter Olympias trolovelse med kejser Mikael 7.'s søn var blevet ophævet i 1078, da Mikael blev afsat. At de unge mennesker kun var små børn, betød intet i den sammenhæng, så officielt kæmpede Guiscard for, at den kommende svigersøn skulle have sin arveret til kejserriget genoprettet. Den nye kejser, Alexios 1. (far til den tidligere nævnte Anna Komnena) var imidlertid en værdig modstander, hærdet af mange års tjeneste som sejrrig general i Lilleasien. Robert sejlede med 16.000 mand (heraf 1.300 riddere) til Epirus i Grækenland i maj 1081, og i oktober besejrede han Alexios i slaget ved Durazzo (Durrës) i det nuværende Albanien. Efter slaget udbyggede han sin magtbase langs kysten og erobrede blandt andet Korfu.
Roberts Guiscards måtte kæmpe hårdt for sine erobringer og hans videre ekspansionsplaner måtte skrinlæges, da den tysk-romerske kejser Henrik 4. gik til angreb på Pavestaten i 1083 og belejrede Roberts allierede Gregor 7. i Engelsborg i Rom. Robert overlod kommandoen i Grækenland til sin søn Bohemund og sejlede til Syditalien, og i spidsen for en hær på 36.000 mand slog han Henriks tropper tilbage og undsatte paven i 1084.
Bohemund klarede sig i begyndelsen godt mod Alexios, og i en periode havde han magten i Thessalien, men Alexios rejste en ny hær, og normannerne blev efterhånden fordrevet fra Grækenland og de ioniske øer. Guiscard vendte tilbage til krigsskuepladsen med en flåde på 150 skibe. Han erobrede øerne Korfu og Kefallonia, men så udbrød der sygdom i hans hær. 500 riddere døde, og blandt dem, den 15. juli 1085, Robert Guiscard. Byen på Kefallonia, hvor han døde, skiftede navn til Fiscardo, til ære for ham. Robert blev begravet i Italien i Hauteville-slægtens mausoleum i abbediet i Venosa.
Robert Guiscard blev efterfulgt af sin søn (med Sichelgaita), Roger Borsa. Den ældre søn Bohemund, fra ægteskabet med Alberada, gjorde straks oprør, og der blev først fred, da han blev anerkendt som fyrste af Taranto. Han tog senere på korstog og gjorde karriere i de erobrede lande i Mellemøsten. De to yngre brødre Guy og Robert var åbenbart tilfredse med de titler og privilegier, de fik, og man hører ikke meget mere til dem.
Ved sin død var Robert Guiscard hertug af Apulien og Calabrien, fyrste af Salerno og lensherre over Sicilien. Hans succes skyldtes ikke blot evnerne som hærfører, men også hans alliance med pavedømmet. Hans dominerende fremfærd gav anledning til flere oprør fra normanniske landsmænd, også i hans egen familie, men når ydre fjender truede, stod de forskellige grene af Hauteville-slægten altid sammen. Han underlagde sig store landområder, men havde sjældent tid til at organisere administrationen af dem. I beretningen om den normanniske erobring af Syditalien er Robert Guiscard helten og krigeren, mens hans nevø Roger 2. af Sicilien står som den store statsmand og organisator.

## Religion
Robert Guiscards erobring af Calabrien og Sicilien betød, at den romersk-katolske kirke fik adgang til et område, der historisk havde været græsk-katolsk. Guiscard støttede byggeriet af nye kirker, blandt andet den nye katedral i Salerno og et normannisk kloster i St. Eufemia i Calabrien. Dette kloster blev dannet af 11 normanniske munke fra Saint-Evroul i Normandiet, ledet af abbed Robert de Grantmesnil.
Skønt han til tider var på kant med pavestolen, gjorde Guiscard sig umage for at opretholde gode relationer, blandt andet ved at forlade sin første kone med henvisning til de kirkelige love. Paverne var ikke begejstrede for normannernes stigende magt, men så dem alligevel som en afgørende modvægt til den tysk-romerske kejser, især i kampen om at få gennemført reformer af kirken. Guiscard støttede reformerne, og da det kneb, kom han den belejrede pave Gregor 7. til undsætning, skønt denne få år tidligere havde ekskommunikeret ham. Indtil 1054 havde paverne i perioder allieret sig med de byzantinske kejsere, men efter det store skisma fremstod der en stærk pavelig-normannisk front.
Robert Guiscards krigsmæssige og politiske bedrifter var så store, at Dante Alighieri skrev om dem i Den Guddommelige Komedie. Guiscards ånd blev placeret i den del af Himlen, der var helliget Mars (krigen), sammen med historien største kristne krigere. I Inferno, beskriver Dante Guiscards fjender som en mark af lemlæstede skygger, der strækker sig helt ud til horisonten.

## Genealogi
```
Robert Guiscard (c.1025 – 1085)
, greve af Apulien og Calabrien (1057), 
     │                                         derpå hertug af Apulien, Calabrien og Sicilien (1059) 
     │                      o=o (1) 1051 Aubrée af Bourgogne
     │                      o=o (2) 1058 Sichelgaita af Salerno
     │ 
     ├─1> Emma af Hauteville (c.1052 – ), o=o Otto af Bonmarchis
     │    └──> 
Tancred, fyrste af Galilea
 (c.1072 – 1112)
     │  
     ├─1> 
Bohemund 1. af Antiochia (c.1055 – 1111)
, fyrste af Taranto (1085), fyrste af Antiokia (1098),
     │    o=o Costanza, datter af Filip 1. af Frankrig
     │    ├──> 
Bohemund 2.(1108 – 1131)
, fyrste af Antiokia og Taranto (1126), o=o Alice af Jerusalem
     │    │    └──> Costanza af Antiokia (1127 – 1163), o=o (1) Raimond af Poitiers
     │    │         │                        o=o (2) Rinaldo af Châtillon, fyste af Antiokia
     │    │         └─1> 
Bohemund 3. af Antiokia
 (1144 – 1201)                            
     │    └──> Elisa, o=o Ramon, hertug af Asturien
     │ 
     ├─2> Matilde af Hauteville eller Mafalda (c.1060 – 1112), o=o Ramon Berenguer 2. af Barcelona
     ├─2> 
Roger Borsa (c.1060 – 1111)
, hertug af Apulien, Calabrien og Sicilien (1085), o=o Adele af Flanderen
     │    └──> 
Vilhelm 2., hertug af Apulien (1095 – 1127)
, o=o 1114 Guadalgrima af Caiazzo
     │ 
     ├─2> 
Guy. hertug af Amalfi (1061 – 1108)

     ├─2> 
Robert af Hauteville
 kaldet 
Scalio
 (c.1065 – 1110)
     ├─2> Sibilla af Hauteville, o=o Eble 2. af Roucy
     ├─2> Mabilia af Hauteville, o=o Vilhelm af Grandmesnil 
     ├─2> Heria af Hauteville, o=o Hugo 5. af Maine
     └─2> Olympia af Hauteville eller Elena, o=o Konstantin Ducas
```